# Salah Al Din (metropolitana di Dubai)
Salah Al Din (in arabo صلاح الدين, Ṣalāḥ āl-Dīn) è una stazione della metropolitana di Dubai della linea verde. Venne inaugurata il 9 settembre 2011 e aperta al pubblico il giorno successivo.